# Clan of Xymox
I Clan of Xymox, noti anche come Xymox in diverse fasi della loro carriera, sono un gruppo musicale darkwave/rock gotico fondato nel 1983 a Nijmegen, nei Paesi Bassi, da Ronny Moorings, Pieter Nooten e Anka (o Anke) Wolbert. Attualmente, dei membri originali della band, è rimasto il solo Ronny Moorings.

## Storia
Il gruppo iniziò a farsi conoscere con il nome di Xymox pubblicando l'EP autoprodotto Subsequent Pleasures; la formazione era composta da Moorings alla chitarra e alla voce, Anka Wolbert al basso alle tastiere e canto e Pieter Nooten alle tastiere. L'incontro occasionale con Brendan Perry e Lisa Gerrard dei Dead Can Dance produsse un invito ad unirsi al tour britannico di quel gruppo come band di supporto ed in seguito procurò loro un contratto discografico con la 4AD Records.
Clan of Xymox, il loro omonimo primo album (con la nuova denominazione), fu pubblicato dalla 4AD nel 1985 e procurò alla band favorevoli paragoni con gruppi come Joy Division e The Cure. Nel 1986 uscì il loro secondo album, Medusa  con cui proseguivano l'esplorazione della loro vena "dark" e malinconica.
Il 1987 vide il gruppo eseguire una delle tracce di Lonely is an Eyesore, raccolta che metteva in luce i differenti talenti della scuderia della 4AD: il brano in questione, Muscoviet Musquito, incastonato tra quelli dei Dif Juz e dei Dead Can Dance, mostrò un gruppo che stava acquistando maggiore sicurezza di sé.
In seguito le strade dei Clan of Xymox e della 4AD si separarono, Pieter Nooten lasciò il gruppo, che adottò nuovamente il nome originario di Xymox, e la band firmò per un'etichetta secondaria della Polygram, la Wing. L'album del 1989, Twist of Shadows, fu il più grande successo commerciale della band e vendette circa 300 000 copie, pur essendo sotto vari aspetti un disco coraggioso che dimostrava che aver firmato per una major non aveva comunque modificato e soffocato la vera natura della loro avventura musicale. Il disco, accompagnato da tre singoli - Obsession, Imagination e Blind Hearts - confermò che il gruppo sapeva raggiungere un pubblico abbastanza vario, riscuotendo successo sia nelle discoteche che nei club alternativi.
Il quarto album Phoenix (con Nooten di nuovo nel gruppo), pubblicato nel 1991, fu l'ultimo con la Wing: ricevette recensioni eccellenti ma non vendette come il precedente, nonostante la fedeltà della loro base di fan statunitensi. La band partì poi per un tour di successo in tutto il mondo. L'etichetta Wing chiuse però i battenti e, quando rifiutò di pubblicare il successivo lavoro, Metamorphosis, Nooten e la Wolbert decisero di abbandonare il gruppo per sempre.
A Moorings si unì la bassista Mojca Zugna (che si occupò anche delle copertine degli album) e, prima che Moorings decidesse che era tempo di operare un cambiamento, uscirono altri due dischi, Metamorphosis nel 1992 e Headclouds nel 1994.
Questi, oltre a presentare le loro tradizionali sonorità basate su cori e ritmi elettronici, sono dischi che presentano un'ampia varietà di stili e di influenze e che portano gli Xymox nell'era dance degli anni novanta. In Gran Bretagna il singolo Reaching Out riuscì quasi ad entrare nella classifica dei 40 dischi più venduti e fu robustamente inserito nei palinsesti radio.
Nel 1994 gli Xymox ripubblicarono il loro primo mini-album ad edizione limitata Subsequent Pleasures(dell'edizione originale del 1984 furono tirate solo 500 copie) con la Double Dutch Records e, senza la loro autorizzazione, la Zok Records pubblicò un album di remix che conteneva solo i pezzi trasmessi alla radio degli album Metamorphosis e Headclouds uniti insieme.
Nel 1996 composero la colonna sonora di un videogioco chiamato Total Mayhem e, un anno dopo, anche quella di un altro gioco, Revenant, pubblicato dalla Domark.
Nel 1997 Ronny Moorings pose fine all'era Xymox, ripartì con il nome di Clan of Xymox e firmò per un'etichetta indipendente, la Tess Records, pubblicando l'album Hidden Faces. Moorings lo descrisse come «una logica conseguenza di quanto i Clan of Xymox avevano fatto all'inizio degli anni '80». Il gruppo fece una lunga tournée, esibendosi come gruppo principale al Wave-Gotik-Treffen e al Zillo festival in Germania, dove due singoli tratti da Hidden Faces - Out Of The Rain e This World - avevano raggiunto la top 10 delle classifiche indipendenti.
Seguirono altri due album, Creatures del 1999 e Notes From The Underground del 2001, in cui l'unione delle chitarre elettriche con le sonorità elettroniche che li portò verso un suono electro-goth più tradizionale procurò ai Clan of Xymox una nuova generazione di fan tra gli appartenenti alla sottocultura Goth.

## Formazione

### Formazione attuale
- Ronny Moorings – voce, chitarra, tastiere
- Mojca Zugna – basso
- Mario Usai – chitarra
- Sean Gøebel – tastiere

### Originale
- Ronny Moorings – voce, chitarra, tastiere
- Anka Wolbert – voce, basso, tastiere
- Pieter Nooten – voce, tastiere

## Discografia

### Album in studio
- 1985 - Clan of Xymox
- 1986 - Medusa
- 1989 - Twist of Shadows - come Xymox
- 1991 - Phoenix - come Xymox
- 1992 - Metamorphosis - come Xymox
- 1993 - Headclouds - come Xymox
- 1997 - Hidden Faces
- 1999 - Creatures
- 2001 - Notes from the Underground
- 2003 - Farewell
- 2006 - Breaking Point
- 2009 - In Love We Trust
- 2011 - Darkest Hour
- 2014 - Matters of Mind, Body and Soul
- 2017 - Days of Black
- 2020 - Spider on the Wall
- 2021 - Limbo
- 2024 - Exodus

### Album di cover
- 2012 - Kindred Spirits

### Album dal vivo
- 2000 - Live

### Raccolte
- 2001 - Remixes from the Underground
- 2004 - The Best of Clan of Xymox

### Apparizioni
- 1987 - Lonely Is an Eyesore

### EP
- 1983 - Subsequent Pleasures
- 1997 - Out of the Rain

## Singoli
- 1985 - A Day/Stranger
- 1986 - Muscoviet Musquito
- 1986 - Louise/Michelle
- 1988 - Blind Hearts / A Million Things
- 1989 - Blind Hearts
- 1989 - Obsession
- 1989 - Imagination
- 1991 - Phoenix of My Heart
- 1991 - At the End of the Day
- 1991 - Wonderland
- 1992 - Metamorphosis
- 1992 - Dream On
- 1993 - Spiritual High
- 1993 - Reaching Out
- 1998 - This World
- 1999 - Consolation
- 2000 - Liberty
- 2002 - There's No Tomorrow
- 2006 - Weak in My Knees